# Sesarma reticulatum
Sesarma reticulatum is een krabbensoort uit de familie van de Sesarmidae. De wetenschappelijke naam van de soort is voor het eerst geldig gepubliceerd in 1817 door Say.